# Разни десни
Разни десни (на френски: divers droite, DVD) е наименование, използвано в политическия живот на Франция за кандидати или листи, ориентирани вдясно от центъра, които не са част от определена политическа партия. Аналогично, безпартийните леви политици се означават като разни леви (на френски: Divers gauche, DVG).
Означението се използва от френското Министерство на вътрешните работи (отговарящо за провеждането на изборите) от 2001 г. Политиците, които не членуват нито в една партия, имат възможност да обявят своите политически пристрастия с означенията „разни десни“ (DVD) или „разни леви“ (DVG), същите означения се използват за улесняване обобщаването на резултатите от проведени гласувания. Такова приписване на политическа принадлежност е особено актуално за малките населени места (във Франция те включват тези, в които живеят по-малко от 3500 души), тъй като в тях кандидатите за кметски пост и органи на местно самоуправление често не принадлежат към никакви политически партии.
В парламента депутатите, които не са свързани с никоя партия или които са членове на партия, която има твърде малко депутати, за да формира парламентарна група, също се наричат „разни десни“ или „разни леви“.
Към 2022 г. в общините с повече от хиляда жители има над 30 хиляди (от общо 223 хиляди) общински съветници в групата „разни десни“.